# 卡邁克爾 (加利福尼亞州)
卡邁克爾（英語：Carmichael）是位於美國加利福尼亞州薩克拉門托縣的一個人口普查指定地區。

## 地理
卡邁克爾的座標為38°38′22″N 121°19′17″W / 38.63944°N 121.32139°W，而該地最高點為海拔高度38米（即125英尺）。

## 人口
根據2010年美國人口普查的數據，卡邁克爾的面積為35.724平方千米，當中陸地面積為35.038平方千米，而水域面積為0.686平方千米。當地共有人口61762人，而人口密度為每平方千米1,728人。